# عبد الواحد الأنصاري
عبد الواحد الأنصاري كاتب وروائي سعودي، ولد في الرياض عام 1978. ونشط عضواً في جماعة السرد بالنادي الأدبي بالرياض، يتوزع اهتمامه بين السرد والمراجعات الأدبية والعمل الصحفي، وله مساهمات نقدية ونشاط ملحوظ في الصحافة السعودية الثقافية، وعينته جمعية الأدب المهنية السعودية رئيساً لسفرائها بمنطقة الرياض عام 2024م.

## العمل
باحث في مركز البحوث والتواصل المعرفي.

## إصداراته
1. (الأسطح والسراديب) نصوص قصصية طويلة صدرت عام 2005.[5][6]
2. (أسبوع الموت) رواية صدرت عام 2006.[7]
3. (بكارة) قصص قصيرة صدرت عام 2007.[8]
4. (السطر المطلق) رواية صدرت عام 2009.[9]
5. (كيف تصنع يدًا؟) رواية صدرت عام 2009.[10]
6. (ممالك تحت الأرض) رواية صدرت عام 2011.[11]
7. (الإسماعيلي) رواية صدرت عام 2012.[12]
8. (استدلال السلف بالعقل) صدر عام 2012.[13]
9. (حفلات الرداءة الأدبية) [كتاب إلكتروني] صدر عام 2015.[14]
10. لمحات من واقع البلاد العربية في العهد العثماني، صدر عن دار جداول عام 2019م.
11. (حدائق روائية) قراءات في السرد العالمي الحديث. صدر عن دار ميلاد للنشر والتوزيع عام 2018.[15]
12. 74 طريقة لتبادل اللكمات مع توم هاردي. صدر عن مؤسسة الانتشار العربي عام 2023.
13. (مقدام بن يعيش) نوفيلا/ رواية قصيرة عن دار رشم للنشر والتوزيع عام 2024م.